# Pleonotoma bracteata
Pleonotoma bracteata, também conhecido como cipó-quira, é uma espécie do gênero Pleonotoma. Caracteriza-se pela combinação de profilos da gema axilar foliáceos, inflorescência curtíssima e bastante "bracteada", e frutos pequenos (<10 centímetros), oblongos e vernicosos (brilhantes como verniz). O eixo do racemo encontra-se bastante contraído, não permitindo, assim, clara distinção do ponto de inserção dos pedicelos. Além disso, os ferofilos basais são bastante desenvolvidos e praticamente encobrem a inflorescência racemosa.

## Taxonomia
A espécie foi descrita em 1980 por Alwyn Howard Gentry.

## Forma de vida
É uma espécie terrícola e trepadeira.

## Descrição
O caule possui uma seção râmulo tetragonal com arroxeada crista e um perfilo das gemas axilares foliáceo com glândula. A crista do râmulo interpeciolar é desenvolvida. As folhas são do tipo triternada ou ternado bipinada. A inflorescência apresenta um tipo simples racemo, axilar, terminal e congesto. A flor possui um cálice cupuliforme, com ápice denticulado em 5 pontos e glândulas agrupadas próximas ao ápice. A corola tem cor creme, claro amarelo ou rosado amarelo, formato infundibuliforme e lobos pubescentes com glândula. A antera é inclusa e o ovário possui duas séries de óvulos. O fruto é uma cápsula achatada, menor que 10 centímetros de comprimento, oblonga, de textura sublenhosa, com glândulas esparsas na superfície e indumento glabro. As sementes são de formato transversal oblongo com duas alas.

## Distribuição
A espécie é encontrada no estado brasileiro de Pará.
Em termos ecológicos, é encontrada no domínio fitogeográfico de Floresta Amazônica, em regiões com vegetação de áreas antrópicas e floresta de terra firme.